# Тольяттинский автобус
Тольяттинский автобус до 1963 года Ставропольский — система автобусного сообщения в городском округе Тольятти. Автобусная система представлена 59 муниципальными маршрутами.

## История
Появление в начале 1950-х годов автобусного транспорта в городе, носившем тогда название Ставрополь, связано со строительством Жигулёвской ГЭС, давшем значительный толчок к развитию данных мест. 2 января 1951 года начальником управления «Куйбышевгидрострой» И. В. Комзиным было подписано распоряжение об организации регулярного автобусного сообщения по маршруту Комсомольск — Портпосёлок для перевозки занятых на строительстве плотины Жигулёвской ГЭС рабочих и служащих на работу и с работы, а также для обеспечения школьникам возможности быстро добраться к месту учёбы и обратно. 4 июля 1951 года было организовано движение ещё по трём маршрутам: «Портпосёлок — Управление строительства», «Пристань — Город», «Пристань — Портпосёлок».
Первоначально пассажирские перевозки осуществлялись Ставропольской автоколонной. В октябре 1951 года из состава Ставропольской автоколонны была выделена автобаза Куйбышевгидростроя, которая и стала осуществлять пассажирские автоперевозки в городе. 4 января 1952 года И. В. Комзиным был издан приказ об утверждении городской сети пассажирских перевозок из 16 маршрутов и тарифов к ним. Среди прочего данный приказ предусматривал введение абонементных билетов на ежедневные поездки — один раз в день туда и обратно.
В феврале 1953 года из мощностей автобазы Куйбышевгидростроя было образовано автохозяйство общественного транспорта, получившее название «Ставропольское автохозяйство Куйбышевского облавтотреста». Из-за недостатка автобусов в первое время для перевозок пассажиров использовались переоборудованные соответствующим образом грузовики ЗИС-150 — автомобили оснащали утеплёнными деревянными будками и укомплектовывали кондукторами. ЗИС-150 работали на маршрутах Ставрополь — Соцгород и старый Ставрополь — Фёдоровка. Впоследствии ЗИС-150 были заменены автобусами ЗИС-155. Конечная остановка «Фёдоровка» была оборудована диспетчерским пунктом.
Осенью 1954 года автохозяйство общественного транспорта в числе ряда других предприятий города было перебазировано на бывшие земли колхоза имени Куйбышева площадью 5 гектаров, так как территория, где оно располагалось ранее, попадала в зону затопления Куйбышевского водохранилища. К этому времени в составе автохозяйства насчитывалось 20 грузовых автомобилей и 6 автобусов. К моменту переезда новая территория, огороженная деревянным штакетником, была слабо приспособлена для нужд автохозяйства, — строительство производственных помещений для ремонтных цехов завершено ещё не было. Построенными были только деревянные здания малярного участка и складов, котельная на твёрдом топливе и административное здание по улице Октябрьской. Транспортные средства автохозяйства стояли под открытым небом, ремонт автобусов и машин осуществлялся в недостроенном сарае. Зимой водители были вынуждены сами носить горячую воду вёдрами из котельной. Не хватало оборудования, приспособлений, оснастки, техобслуживание транспортных средств не производилось — техника фактически работала на износ. Из-за тяжёлых условий работы в середине 1950-х годов на предприятии наблюдалась очень большая текучесть кадров. В то же время в автохозяйство продолжали прибывать новые автобусы, в 1954 году был открыт маршрут «Рынок — Фёдоровка», протяженностью 28 километров, обслуживаемый четырьмя автобусами ЗИС-155.
Развитие нового промышленного города, частично перенесённого из зоны затопления Куйбышевского водохранилища, продолжалось быстрыми темпами, росли и расположенные вблизи Ставрополя сёла. Для оперативной доставки всё увеличивающегося количества людей к месту работы и обратно требовалось открытие новых городских и пригородных маршрутов общественного транспорта. 23 июня 1955 года на сессии городского Совета депутатов трудящихся был рассмотрен вопрос о состоянии пассажирских перевозок в городе. Из 50 имевшихся в городском парке автобусов только 23 были исправны. Члены Совета депутатов определили ситуацию в отрасли как неудовлетворительную и наметили широкую программу действий по улучшению городских пассажироперевозок. В 1958 году Ставропольское автохозяйство Куйбышевского облавтотреста было разделено на грузовое и пассажирское предприятия. Пассажирское предприятие (впоследствии получившее название «Тольяттинский пассажирский автотранспортный комбинат») возглавил В. А. Пустовойтов. 22 августа 1958 года Ставропольский горисполком рассмотрел вопрос о строительстве в городе трамвайной сети и утвердил основные трассы будущего трамвая, однако окончательное решение о трамвае в тот год принято не было.
24 марта 1961 года на заседании Ставропольского горисполкома был вновь рассмотрен вопрос о городском пассажирском транспорте и его перспективах. В результате длительного обсуждения было принято совершенно новое решение по будущему городского транспорта: «Основным видом транспорта считать троллейбус, а вспомогательным к нему — автобус». Тогда же институту «Гипрокоммундортранс» было поручено в срок до 25 ноября 1961 года составить проектное задание на строительство первой очереди троллейбусного сообщения. Однако составление проекта первой очереди троллейбуса затянулось до осени 1964 года. Строительство первого троллейбусного депо было начато в августе 1965 года, а первый троллейбус вышел на маршрут 21 января 1966 года.
20 июля 1966 года ЦК КПСС и Советским правительством было принято историческое решение о строительстве в Тольятти (так стал называться Ставрополь с 28 августа 1964 года) нового крупного автомобильного завода. С началом возведения автозавода, объявленного ЦК ВЛКСМ Всесоюзной ударной комсомольской стройкой, и прибытия в Тольятти десятков тысяч новых людей — строителей, а затем и рабочих автозавода, пассажиропоток в городе резко возрос. В силу изменившихся условий новый вид пассажирского городского транспорта — троллейбус, так и не стал основным в Тольятти. Основная нагрузка легла на обладающие большей мобильностью автобусы. В начале 1970-х годов автобусный парк города рос стремительными темпами. В 1970 году поступила первая партия сочлененных автобусов Ikarus 180 и обычных Ikarus 556. В 1972 году поступили первые автобусы Ikarus 260. В 1973 году в Тольятти поступило более 70 новых ЛиАЗ-677 улучшенной конфигурации и было дополнительно открыто четыре городских, четыре междугородных и три пригородных автобусных маршрута. По состоянию на февраль 1974 года на линии ежедневно выходило более 350 автобусов. В 1974 году открыто ещё одно автобусное предприятие — ТПАТП-1, обслуживавшее заводские маршруты. В том же 1974 году в ТПАТП-1 была передана первая поступившая в Тольятти партия сочленённых автобусов-«гармошек» Ikarus 280. Вплоть до 1983 года сочлененные автобусы Ikarus 180 и Ikarus 280 осуществляли заводские перевозки, придавая характерный облик тольяттинским улицам того времени, тем более, что в ТПАТП-1 автобусы Ikarus 180 зачастую перекрашивались. Так, кроме традиционных бело-красных автобусов встречались автобусы с синей полосой, кремовые с оранжевой полосой и другие. Сочлененные автобусы Ikarus 180 эксплуатировались на 9, 11, 15, 16, 17, 18, 19, 23, 24, 30 маршрутах. В 1983 году был списан последний Ikarus 180. В 1985 году введено в строй третье автобусное предприятие — ТПАТП-3.
В 1985—2004 годах действовало 3 муниципальных автобусных предприятия: МУП «Тольяттинский пассажирский автотранспортный комбинат» (ТПАТК), МУП ТПАТП-1 и МП ТПАТП-3. Перевозки из «спальных» частей города к автозаводу были настолько интенсивными, что горожане шутили, что в часы пик до ВАЗа можно добраться перепрыгивая по крышам автобусов. Основная нагрузка перевозки пассажиров автобусами в Тольятти в 1980-е — 1990-е годы ложилась на Ikarus 280, по количеству которых город был одним из крупнейших в стране вместе с двумя «столицами» СССР. Они работали на всех  маршрутах, следовавших на АВТОВАЗ, как по северной стороне в сторону ПТО (за исключением маршрутов №№ 25 и 25к, на которых работали только автобусы ЛиАЗ-677), так и по южной, в сторону КВЦ, а также на маршрутах №№ 9 и 11, обеспечивая доставку рабочих химических предприятий города. Из городских маршрутов автобусы Ikarus 280 работали прежде всего на маршруте № 40 и, начиная с начала 90-х годов на межрайонных маршрутах №№ 2, 7, 13, 73. По мнению краеведа Константина Лаврова, без массового использования сочленённых автобусов особо большой вместимости сеть городского транспорта Тольятти в те годы не сумела бы справиться с возложенными на неё задачами:
Долгую жизнь «Икарусам» обеспечил Волжский автозавод. В те годы это был фактически город в городе. Около 120 тысяч сотрудников, трудившихся в три смены. Пересменок длился около часа, и представьте, что за это время вам нужно единовременно вывезти с предприятия 15 тысяч человек и ещё столько же привезти к станку. И так трижды в день. Обычные автобусы чисто физически не могли выполнить эту задачу в срок, поэтому на заводские маршруты ежедневно выходило более 200 машин особо большой вместимости — тех самых «гармошек». Не было в Союзе другого города, сопоставимого по размерам и численности населения, где бы «Икарусы-280» обслуживали пассажиров в таком же количестве.
Последняя массовая партия «Икарусов», собранных в Венгрии, пришла в Тольятти в 1988 году. В 1997 году в ТПАТК, ТПАТП-1 и ТПАТП-3 поступила партия «Икарусов», собранных по лицензии на «Тольяттиазоте».
По состоянию на 2000 год все внутригородские пассажирские перевозки в Тольятти осуществлялись «социальными» автобусами и троллейбусами. Частных коммерческих маршрутных перевозчиков в городе не имелось. На балансе трёх муниципальных автобусных предприятий в том году числилось 1003 автобуса, обслуживавших более 60 маршрутов. В первом квартале 2001 года в ТПАТК поступило три, а в ТПАТП-3 — четыре новых автобуса Ikarus 280, выпущенных на «Тольяттиазоте»; тогда же в ТПАТК поступило три ЛиАЗ-5256 (всего в ТПАТК по состоянию на апрель 2001 года находилось 300 автобусов различных марок, а в ТПАТП-3 — 186). Уже в самые первые годы XXI века обозначилась проблема физического старения муниципального автобусного парка Тольятти, — так например из 186 имевшихся на балансе ТПАТП-3 в апреле 2001 года автобусов 80 были с превышенным нормативным сроком эксплуатации. В ТПАТП-1 во второй половине 1990-х годов был освоен капитально-восстановительный ремонт прослуживших рекомендуемый десятилетний срок эксплуатации автобусов Ikarus 280.
В 2004 году МУП «Тольяттинский пассажирский автотранспортный комбинат» (ТПАТК) было расформировано. Мощности автотранспортного комбината переводятся на ТПАТП-3.
В 2006 году МУП ТПАТП-1 было признано банкротом и реорганизовано в совместное предприятие «Регионавтотранс-Тольятти», просуществовавшее до 2009 года.
По состоянию на июнь 2011 года в распоряжении МП ТПАТП-3 находился 331 пассажирский автобус следующих марок:
- Ikarus 280 — 44 единицы;
- Ikarus 260 — 30 единиц;
- ЛиАЗ-5256.25 — 123 единицы (закуплены в 2001—2002 годах);
- ЛиАЗ-5256 — 5 единиц;
- ЛиАЗ-5256.36 (2010 года выпуска) — 3 единицы;
- МАРЗ-52661 (производитель — «Мичуринский авторемонтный завод») — 2 единицы;
- НефАЗ-5299 — 25 единиц (поступили в 2010 году из республики Башкортостан, где работали ранее);
- НефАЗ-5299-20-32 (2009 года выпуска) — 5 единиц;
- МАЗ-103 — 91 единица (закуплены в 2005—2006 годах за счёт кредита Европейского Банка реконструкции и развития);
- МАЗ-104 — (пригородный вариант с двумя дверьми, 2004 года выпуска) — 1 единица;
- МАЗ-105 (2002 года выпуска) — 1 единица;
- МАЗ-107 (особо большой вместимости на 145 пассажиров, 2004 года выпуска) — 1 единица.

204 автобуса из 331 к 2011 году отслужили свой нормативный срок. Наиболее возрастными на тот момент были автобусы моделей Ikarus 260, Ikarus 280 и ЛиАЗ-5256.25 (самый старый из «Икарусов» к тому времени проработал 28 лет). У автобусов ЛиАЗ-5256.25 из-за коррозии наблюдалось разрушение элементов кузова.
С ноября 2011 года происходит регулярное обновление автобусного парка в рамках целевой программы модернизации парка общественного транспорта Тольятти. Первые 18 автобусов «МАЗ» (МАЗ-206.067 и МАЗ-105.465) были переданы в МП ТПАТП-3 2 декабря 2011 года. Всего в 2011—2012 годах автопарк города получил 45 новых автобусов. 23 января 2013 года автобусный парк Тольятти обновился ещё 102 автобусами МАЗ-206.067 и МАЗ-103.465. По состоянию на конец 2014 года доля автобусов со сроком эксплуатации не выше нормативного в автопарке Тольятти достигла 41,4 %. Доля автобусов с пониженным уровнем пола в 2014 году в третьем автопарке Тольятти составляла 67,8 %. В декабре 2014 года списан последний в муниципальном парке Тольятти Ikarus 280 — данный автобус был из поставленной в 1988 году из Венгрии партии.
В марте — мае 2016 года пришли новые Volgabus-5270.G2, в количестве 60 штук.
В ноябре 2020 года в рамках национального проекта «Безопасные качественные дороги» пришли новые ЛиАЗ-5292.67 КПГ, в количестве 50 штук.
В 2023 году при поддержке губернатора Самарской области Дмитрия Азарова город Тольятти получил 19 новых дизельных автобусов МАЗ-203.047. Также прорабатывается возможность поставки ещё 50 автобусов МАЗ.
|                             | 2002  | 2003  | 2004  | 2005 | 2006 | 2007 | 2008 | 2009 | 2010 | 2011 |
| --------------------------- | ----- | ----- | ----- | ---- | ---- | ---- | ---- | ---- | ---- | ---- |
| Число маршрутов             | 65    | 65    | 63    | 56   | 41   | 63   | 47   | 67   | 51   | 51   |
| Пассажиропоток, млн человек | 199,2 | 170,6 | 154,5 | 83,5 | 57,3 | 57,4 | 56,8 | 33,4 | 25,9 | 24,7 |

### Взрыв в автобусе в 2007 году
31 октября 2007 года в тольяттинском автобусе произошла крупнейшая катастрофа в истории общественного транспорта Тольятти, в результате которой погибли 8 и ранены 56 человек. Утром внутри автобуса МАЗ-103, принадлежавшего ТПАТП № 3 и следовавшего по маршруту № 2 рядом с Центральным парком города около перекрёстка улиц Гагарина и Карла Маркса произошёл взрыв. По версии следствия виновником взрыва являлся химик-любитель Евгений Вахрушев, который находился среди пассажиров и также погиб.

## Автобусные площадки

### Действующие площадки
- Площадка МП «ТПАТП-3»
- ДП «Западная»(филиал) — также именуется ОП «Западный пляж»
- ДП «Есенина»
- ДП «Баныкина»
- ДП «ПТО»

### Закрытые площадки
- МП «ТПАТП-1» по адресу Южное шоссе 22 — ликвидирована Постановлением № 2180-1/п от 27.07.2007 врио мэра Владимиром Ивановым[25][26]
- ДП «Спортивная» — закрыта с 16.06.2014. Ранее следовавшие до данного ДП автобусные маршруты № 2, 7, 34, 73 стали следовать до ОП «Западный пляж»; автобусные маршруты № 13, 33, 62к — до ОП «Стадион Торпедо».[27]
- ДП «Восточная» — маршруты следующие от данного пункта следуют от ОП «14-й квартал».
- ДП «АО Фосфор» — маршруты следующие от данного пункта, следуют от ОП «АО Фосфор».
- ДП «ЛЗЖБИ» — маршруты следующие от данного пункта, следуют от ОП «Бетонная».
- ДП «12 школа» — маршруты следующие от данного пункта, следуют от ОП «12 школа».
- ДП «КВЦ» — закрыта

## Подвижной состав

### Действующий
ЛиАЗ-5256, НефАЗ-5299, МАЗ-103, МАЗ-105, МАЗ-206, Volgabus-5270.G2, ЛиАЗ-5292, МАЗ-203.

### Исторический
ЛАЗ-695, ЛАЗ-699, ЛАЗ-4202, ЛиАЗ-677, ЛиАЗ-6212, Ikarus 556, Ikarus 180.

## Альтернатива
Маршруты ВАЗа в Автозаводском районе, наряду с муниципальным предприятием МП «ТПАТП-3» выполняет частное ООО «ПАТП №1» автобусами ЛиАЗ-5256.